# Synallaxis spixi
A Synallaxis spixi a madarak (Aves) osztályának verébalakúak (Passeriformes) rendjébe és a fazekasmadár-félék (Tyrannidae) családjába tartozó faj.

## Rendszerezése
A fajt Philip Lutley Sclater angol ornitológus írta le 1856-ban. Tudományos faji nevét Johann Baptist von Spix német természettudós tiszteletére kapta.

## Előfordulása
Dél-Amerika középső keleti részén, Argentína, Brazília, Paraguay és Uruguay területén honos. Természetes élőhelyei a szubtrópusi vagy trópusi száraz szavannák és nedves cserjések, valamint másodlagos erdők. Állandó, nem vonuló faj.

## Megjelenése
Testhossza 17 centiméter, testtömege 12-14 gramm.

## Életmódja
Valószínűleg ízeltlábúakkal táplálkozik.

## Természetvédelmi helyzete
Az elterjedési területe rendkívül nagy, egyedszáma pedig növekszik. A Természetvédelmi Világszövetség Vörös listáján nem fenyegetett fajként szerepel.